# 托尔·林德哈特
拓爾·林德哈特 （丹麥語：Thure Frank Lindhardt，1974年12月24日—）是一位丹麦影视演员，活跃在丹麦、德国、美国的电影和电视剧中。
他出演的影片有丹麦影片《弗莱蒙与希特伦》（2008年）、《兄弟情》（2009年）、《3D野蠻人羅納爾》（2011年），以及美国影片《天使与魔鬼》（2009年）、《3096天》（2013年）和德国影片《诱惑假期》（2004年）。
2012年，他凭借在美国独立片《点亮灯光》中的角色得到哥谭奖最佳突破演员提名和独立精神奖最佳男主角提名。